# سولغان (دوراهان)
سولغان (بالفارسية: سولگان) هي قرية تقع في إيران في قسم درواهان الريفي. يقدر عدد سكانها بـ 244 نسمة بحسب إحصاء 2016.